# Cattedrale del Santissimo Sacramento (Sacramento)
La cattedrale del Santissimo Sacramento (in inglese Cathedral of the Blessed Sacrament) è una cattedrale cattolica situata a Sacramento, in California, Stati Uniti d'America. La cattedrale è sede della diocesi di Sacramento.

## Storia
La costruzione dell'edificio ha avuto inizio nel 1887, su modello della chiesa della Sainte-Trinité a Parigi. Si tratta di un'interpretazione vittoriana dello stile rinascimentale francese. La cattedrale è stata dedicata nel giugno 1889 e riconsacrata il 20 novembre 2005, dopo un restauro durato due anni.